# Fernando Uribe
Fernando Uribe Hincapié (Pereira, Risaralda; 1 de enero de 1988) es un exfutbolista colombiano. Jugaba como delantero centro. Actualmente es el gerente deportivo del Deportivo Pereira. 
Uribe brilló principalmente en el Deportivo Toluca de México y en Millonarios de Colombia, clubes en los que se consolidó como uno de sus máximos artilleros históricos. Con el conjunto mexicano ocupa el undécimo lugar en la tabla de goleadores, con 61 anotaciones, mientras que con el equipo bogotano figura en la posición dieciocho dentro del listado de máximos anotadores, con 57 tantos.

## Trayectoria

### Inicios
Debutó en el Atlético Huila en donde entra a la historia del FPC al ser el jugador más joven en anotar gol en la primera división de Colombia con 15 años, 3 meses y 23 días, cuando por la fecha 13 del torneo finalización 2003 le anotará gol a Cortuluá. Con los opitas jugaría 2 temporadas alternando entre las inferiores y la profesional.
Posteriormente en 2005 seguirá con su proceso formativo en el Envigado FC (sin debutar) y en las categorías menores de la Selección Colombia siendo dirigido por Eduardo Lara.
Luego jugaría sin mayor trascendencia en la segunda división con el Girardot FC entre 2006. Ya para 2008 a sus 20 años de edad jugando al servicio del Cortuluá logra consolidarse y el club adquiere sus derechos deportivos.

### Deportivo Pereira y Once Caldas
Para el año 2009 es fichado por el Deportivo Pereira, en equipo en donde con unas destacadas actuaciones lo llevan a que varios clubes se fijen en él. Con el equipo matecaña disputó 23 partidos y convirtió 14 goles: (Liga (8), Copa (4) y serie de promoción (2).
Para la temporada 2010 es transferido al Once Caldas, equipo con el cual logra anotar 27 goles (Liga (24), Copa (2) y Libertadores (1)). y consigue el título del Torneo Finalización de la Primera A. Debido a ello creció el interés por él, del fútbol internacional.

### Chievo Verona
Fue fichado por cuatro temporadas por la Chievo Verona a comienzos de 2011, en el mercado de invierno.
En su primera temporada en el Chievo marcó un gol, y en la siguiente tras pocas presencias e incluso no ser convocado para estar siquiera en el banco de suplentes, es alineado como titular en la victoria 3 a 0 del Chievo sobre el Modena donde convierte 2 goles el (primero y el segundo).
En la fecha 37 de la Serie A 2011-12, anota su primer gol en el torneo y pone la asistencia para el tercero, este fue su primer partido como titular en la serie A y logró su tercer gol de la temporada.

### Atlético Nacional
El 3 de julio de 2012 se da la noticia de su llegada al Atlético Nacional club que compró el 50% de sus derechos deportivos por 2.000.000 de dólares.
En la final de la Copa Colombia vuelve a anotar con Nacional, poniendo el 1 a 0 del 2 a 0 final, gracias a ello el club verde consigue su primera copa Colombia en la historia.
Al finalizar su primer semestre con el club paisa termina con 5 goles en 21, marcando 2 goles en el último partido que juega su equipo frente a La Equidad Seguros de Bogotá.
Anota su primer gol del 2013 frente al Independiente Santa Fe, por la segunda fecha del torneo Apertura, anotando dos goles de cabeza (el primero de un saque de esquina y el segundo en jugada). Siguiendo con su racha en el 2013 anota en el 4 a 0 sobre el Itagüí por la primera fecha de la copa Colombia. Anota también por la Copa Colombia en la victoria del cuadro Paisa 5-2 frente al Independiente Medellín. El 7 de julio de 2013, por la última fecha de los cuadrangulares semifinales anota un gol en la victoria 2 por 1 frente al Deportivo Pasto que ayuda a clasificar al club a la final del torneo apertura, siendo este su gol 40 en primera división en Colombia.

### Millonarios
Para el segundo semestre del campeonato colombiano 2014, ficha con Millonarios de Bogotá, el cual se realiza mediante un canje con el jugador Harrison Otálvaro.
Termina su primera temporada con los embajadores siendo el goleador del equipo con 14 goles a pesar de no pasar a los cuadrangulares finales.
El 21 de mayo de 2015 marca una tripleta frente a Envigado FC por la ida de los cuartos de final de la Liga Águila I donde su equipo ganó 4-0 sentenció la serie y donde llegó a su gol número 12. Vuelve a marcar en el partido de vuelta donde su equipo clasificó a semifinales y convirtiendo en goleador en solitario del campeonato. El 28 de mayo por el partido de ida de los cuartos de final marca de nuevo un doblete en la victoria 3-2 frente al Deportivo Cali, siendo una de las figuras del partido y sumando 15 goles en el campeonato.
Cerraría el primer semestre del 2015 como goleador del equipo y del torneo colombiano con 15 goles llegando a las semifinales con su equipo siendo eliminados por el Deportivo Cali en la tanda de penaltis.
Luego de dos temporadas en el club embajador se despide con 29 goles en 47 partidos siendo el 27 máximo goleador del club y dejando una huella importante en la hinchada.

### Toluca
El 18 de junio del 2015 es contactado por el Toluca y el 23 de junio del 2015 lo confirmaron los Diablos Rojos, como refuerzo oficial.
El 29 de julio en su segundo partido, por la Copa Mexicana marca un triplete en la goleada 4 por 2 contra el Necaxa saliendo como figura del partido y estrenándose como goleador en México.
En la Primera División de México marca un doblete registrando sus primeros goles ya en Liga con los Diablos Rojos ante Guadalajara donde marco el primer y último gol de la tarde, donde terminó como figura del partido, en un Estadio Nemesio Díez rindiéndose ante su poder goleador.

El 13 de septiembre marca su primer poker en México en la victoria 4-3 de visitante contra Pachuca remontando un 3-1 abajo y siendo la figura de la octava fecha.
Logra un doblete en la victoria 4-2 sobre el Querétaro llegando a las 8 goles del Apertura 2015 teniendo una destacada tarde en el Estadio Nemesio Díez.

El 10 de marzo regresa de una lesión después de un mes debutando por la tercera fecha de la Copa Libertadores 2016 entrando a los últimos minutos y marcando el gol de la victoria 2-1 como visitantes sobre Liga de Quito.

Marcaría doblete en la Copa Libertadores 2016 dándole la victoria a su equipo 2-1 en seis minutos sobre San Lorenzo.
El 6 de noviembre hace su primer doblete del Apertura 2016 en la victoria 3 a 2 como visitantes en cancha del Querétaro aunque saldría lesionado.
Su primer gol en el Clausura 2017 lo marca el 12 de febrero dando la victoria a su club por la mínima sobre Veracruz. El 18 de marzo marca el gol de la victoria 3 a 2 como visitantes frente a León.
Sus primeros dos goles del Apertura 2017 los marca el 30 de julio en la victoria 3 a 1 sobre León saliendo como la figura del partido, el 27 de agosto le da la victoria a su club 2 a 1 sobre Puebla, un mes después marca el gol de la victoria por 2 a 1 sobre Pumas UNAM en los últimos minutos del partido.
Marca sus primeros dos goles del Clausura 2018 el 18 de febrero dándole la victoria a su club 2 por 0 sobre Santos Laguna. El 13 de mayo marca su primer hat-trick en la liguilla del Clausura dándole la clasificación a la final a su equipo en la goleada 4 por 1 sobre Tijuana además de dar una asistencia, sale como la gran figura del partido. Al final del campeonato sería subcampeones perdiendo la final ante Santos Laguna en un global de 3-2.
Con los escarlatas anotó 61 goles siendo dirigido por José Saturnino Cardozo y Hernán Cristante.

### Etapa en Brasil

#### Flamengo
El 26 de junio de 2018 es presentado como nuevo jugador del Flamengo del Campeonato Brasileño de Serie A. Debuta el 18 de julio en la derrota como locales por la minina frente a São Paulo ingresando al minuto 62 por su compatriota Marlos Moreno. Su primer gol lo marca el 28 de julio en la goleada 4 por 1 sobre Sport Recife además dando una asistencia. Su primer doblete lo marca el 13 de octubre en la goleada 3 por 0 sobre Fluminense siendo la figura del partido. En su paso con el "Fla" anotó 8 goles siendo dirigido por Abel Braga y Dorival Júnior.

#### Santos
Por petición del entrenador argentino Jorge Sampaoli, el día 30 de mayo de 2019 es confirmado como nuevo jugador del Santos del Campeonato Brasileño de Serie A. Debuta el 2 de junio en la victoria por la mínima en su visita a Ceará.
Ya para inicios de 2020 tan solo jugaría en 5 oportunidades con el entrenador portugués Jesualdo Ferreira. A raíz de la suspensión de la temporada por la pandemia del Covid-19 el entrenador Cuca le comunica que no estaría en sus planes cuando está se reanudara y sumado a que el club le adeuda varios meses de contrato Uribe decide rescindir su contrato.

### Segunda etapa con Millonarios
Luego de varios días en negociaciones con Gustavo Serpa, máximo accionista de Millonarios, se confirma el principio de acuerdo con el jugador para su incorporación el 18 de enero de 2021. Finalmente, el 19 de enero se confirma, por medio de las redes del club, la vinculación del delantero por un año. Su contratación generó opiniones favorables a nivel mundial, tan así que el realizador de directos español AuronPlay elogio su fichaje durante una transmisión en vivo. Anota su primer gol el 1 de febrero ante Once Caldas a los 6 minutos del encuentro que terminaría con victoria para su equipo por 4-3. Vuelve a anotar el 7 de febrero, marcando el segundo tanto en la victoria 3-2 contra Deportivo Pereira en el Estadio El Campin. Vuelve a marcar el 18 de febrero, marcando el primer gol, de pena máxima, en la victoria 3-1 ante Deportivo Pasto, llegando a 32 goles vistiendo la camiseta de Millonarios, superando el registro goleador de jugadores como Miguel Augusto Prince, Mario de Queiroz, y Alejandro Barberón. El 9 de marzo anota doblete ante Alianza Petrolera, dándole la victoria a su equipo por 0-2 en Barrancabermeja. En el mismo partido ejerció como capitán del equipo. El 13 de marzo anotó uno de los goles ante Patriotas Boyacá, en el partido el cual ganó su equipo por 0-2 en Tunja. El 24 de abril anota uno de los dos goles en la victoria 1-2 ante América de Cali en los cuartos de final del Torneo Apertura 2021. Llega a 37 goles con la camiseta embajadora. En el marco de las Semifinales del Torneo Apertura 2021 marca 3 goles ante el Junior de Barranquilla: el primero en el partido de ida, cuyo marcador termina 3-2 a favor de los barranquilleros. En el partido de vuelta, jugado el 13 de junio, Uribe marca un doblete que sella la clasificación de Millonarios a la final del fútbol colombiano.
Para el Torneo Finalización en la segunda fecha del cuadrangular semifinal Uribe le convierte un doble a Alianza Petrolera y entra en el Top20 de los goleadores históricos de Millonarios igualando los 51 goles que anotó Ayron del Valle. El 5 de diciembre le anota un gol al Deportes Tolima en Ibagué. Termina su contrato en diciembre, no renueva debido a sus exigencias económicas.

### Junior
El día 22 de diciembre de 2021 a pesar de que era esperado en la sede administrativa de Millonarios para renovar su contrato Uribe es anunciado como nuevo jugador del Junior de Barranquilla. Debutó con gol el 26 de enero de 2022 en la derrota de Junior 3 a 1 contra el Atlético Nacional en el estadio Atanasio Girardot. El 1 de diciembre de 2022 se anuncia su salida, por terminación de contrato, del Junior de Barranquilla.

### Tercera etapa con Millonarios
Luego de un 2022 con poca continuidad producto de varias y graves lesiones, Uribe decide retirarse de la actividad profesional sin embargo, dos semanas más tarde el 11 de diciembre de 2022, se anuncia su regreso a Millonarios, cumpliendo así su tercer ciclo como jugador albi-azul. El 15 de marzo de 2023 vuelve a anotar con la camiseta de Millonarios, en la derrota 3-1 ante Atlético Mineiro por Copa Libertadores. El 4 de mayo de 2023 anotá en el empate 1-1 contra Envigado FC, este sería su gol número 200 como jugador profesional.
A pesar de que su nivel deportivo en el Torneo Apertura no fue el esperado Uribe logra anotar un gol clave en el Cuadrangular semifinal frente al América de Cali y en la Final frente al Atlético Nacional participó directamente en la jugada para empatar la serie y a la postre consagrarse campeón en la tanda de penaltis.
El 6 de diciembre del 2023, anunciaría su retiro del fútbol profesional, retirándose en Millonarios. Se le realiza un evento previo al último partido del club en el año donde es despedido en el Estadio Nemesio Camacho El Campín frente a la hinchada 'albiazul'.

## Selección nacional

### Menores
En el año 2004 Uribe disputó con la Selección Colombia el Campeonato Sudamericano de Fútbol Sub-15 convocado por el entrenador Eduardo Lara. En dicho certamen disputaría 4 partidos y compartió plantel con varios jugadores que llegaron al profesionalismo como: David Ospina, Jairo Palomino, Óscar Murillo, Alexander Mejía, Alejandro Bernal, José Nájera y John Jairo Mosquera.
Para 2005 nuevamente convocado por para la Selección Colombia Sub-17 por Eduardo Lara y Ramiro Viafara es convocado para disputar los Juegos Bolivarianos. En dicho certamen anotó un gol en la fecha tres ante su similar de Ecuador al minuto 46'.

### Absoluta
En el año 2010 fue convocado por el entrenador Hernán Darío Gómez para disputar dos partidos amistosos ante Bolivia y Perú. En dichos encuentros sumaria 30 minutos en ambos encuentros en los que ingresaría al terreno de juego en cambio por Giovanni Hernández y Carlos Bacca respectivamente.
Tras ser el goleador del torneo apertura 2021 Uribe recibe el llamado del entrenador Reinaldo Rueda para los ciclos de preparación de la selección Colombia de caras al mundial de Catar 2022.

## Estadísticas

### Clubes
Actualizado a 1 de enero de 2024.
| Club | Div.          | Temporada     | Liga  | Liga  | Liga   | Copas | Copas | Copas  | Internacionales | Internacionales | Internacionales | Total | Total | Total  | Media Goleadora |
| Club | Div.          | Temporada     | Part. | Goles | Asist. | Part. | Goles | Asist. | Part.           | Goles           | Asist.          | Part. | Goles | Asist. | Media Goleadora |
| --- | ------------- | ------------- | ----- | ----- | ------ | ----- | ----- | ------ | --------------- | --------------- | --------------- | ----- | ----- | ------ | --------------- |
| Atlético Huila · Colombia | 1ª            | 2003          | 6     | 1     | 0      | —     | —     | —      | —               | —               | —               | 6     | 1     | 0      | 0,16            |
| Atlético Huila · Colombia | 1ª            | 2004          | 11    | 0     | 0      | —     | —     | —      | —               | —               | —               | 11    | 0     | 0      | 0,0             |
| Atlético Huila · Colombia | Total club    | Total club    | 17    | 1     | 0      | 0     | 0     | 0      | 0               | 0               | 0               | 17    | 1     | 0      | 0,06            |
| Girardot FC · Colombia | 2ª            | 2006          | 4     | 0     | 0      | —     | —     | —      | —               | —               | —               | 4     | 0     | 0      | 0,00            |
| Girardot FC · Colombia | Total club    | Total club    | 4     | 0     | 0      | 0     | 0     | 0      | 0               | 0               | 0               | 4     | 0     | 0      | 0,00            |
| Cortuluá · Colombia | 2ª            | 2008          | 8     | 1     | 0      | —     | —     | —      | —               | —               | —               | 8     | 1     | 0      | 0,12            |
| Cortuluá · Colombia | Total club    | Total club    | 8     | 1     | 0      | 0     | 0     | 0      | 0               | 0               | 0               | 8     | 1     | 0      | 0,12            |
| Deportivo Pereira · Colombia | 1ª            | 2009          | 18    | 8     | 2      | 5     | 6     | 1      | —               | —               | —               | 23    | 14    | 3      | 0,60            |
| Deportivo Pereira · Colombia | 1ª            | 2024          | 6     | 1     | 0      | —     | —     | —      | —               | —               | —               | 6     | 1     | 0      |                 |
| Deportivo Pereira · Colombia | Total club    | Total club    | 24    | 9     | 2      | 5     | 6     | 1      | 0               | 0               | 0               | 29    | 15    | 3      | 0,60            |
| Once Caldas · Colombia | 1ª            | 2010          | 36    | 24    | 9      | 4     | 2     | 0      | 8               | 1               | 1               | 48    | 27    | 10     | 0,56            |
| Once Caldas · Colombia | Total club    | Total club    | 36    | 24    | 9      | 4     | 2     | 0      | 8               | 1               | 1               | 48    | 27    | 10     | 0,56            |
| Chievo Verona · Italia | 1ª            | 2011          | 7     | 1     | 0      | —     | —     | —      | —               | —               | —               | 7     | 1     | 0      | 0,14            |
| Chievo Verona · Italia | 1ª            | 2011-12       | 5     | 1     | 1      | 2     | 2     | 0      | —               | —               | —               | 7     | 3     | 1      | 0,43            |
| Chievo Verona · Italia | Total club    | Total club    | 12    | 2     | 1      | 2     | 2     | 0      | 0               | 0               | 0               | 14    | 4     | 1      | 0,29            |
| Atlético Nacional · Colombia · | 1ª            | F-2012        | 18    | 4     | 0      | 3     | 1     | 0      | —               | —               | —               | 21    | 5     | 0      | 0,24            |
| Atlético Nacional · Colombia · | 1ª            | 2013          | 25    | 8     | 1      | 13    | 6     | 0      | 7               | 1               | 0               | 45    | 15    | 1      | 0,33            |
| Atlético Nacional · Colombia · | 1ª            | A-2014        | 8     | 3     | 1      | —     | —     | —      | 2               | 0               | 0               | 10    | 3     | 1      | 0,30            |
| Atlético Nacional · Colombia · | Total club    | Total club    | 51    | 15    | 2      | 16    | 7     | 0      | 9               | 1               | 0               | 76    | 23    | 2      | 0,30            |
| Millonarios · Colombia | 1ª            | F-2014        | 14    | 10    | 3      | 5     | 2     | 0      | 2               | 2               | 0               | 21    | 14    | 3      | 0,67            |
| Millonarios · Colombia | 1ª            | A-2015        | 23    | 15    | 3      | 3     | 0     | 0      | —               | —               | —               | 26    | 15    | 3      | 0,58            |
| Millonarios · Colombia | 1ª            | 2021          | 42    | 23    | 4      | 1     | 0     | 0      | —               | —               | —               | 43    | 23    | 4      | 0,53            |
| Millonarios · Colombia | 1ª            | 2023          | 37    | 4     | 0      | 6     | 0     | 0      | 6               | 1               | 0               | 49    | 5     | 0      | 0,20            |
| Millonarios · Colombia | Total club    | Total club    | 116   | 52    | 10     | 11    | 2     | 0      | 8               | 3               | 0               | 126   | 57    | 10     | 0.51            |
| Deportivo Toluca · México | 1ª            | 2015-16       | 29    | 12    | 2      | 2     | 3     | 0      | 4               | 5               | 0               | 35    | 20    | 2      | 0,57            |
| Deportivo Toluca · México | 1ª            | 2016-17       | 34    | 15    | 5      | 8     | 7     | 0      | —               | —               | —               | 42    | 22    | 5      | 0,52            |
| Deportivo Toluca · México | 1ª            | 2017-18       | 35    | 19    | 5      | 5     | 0     | 0      | —               | —               | —               | 40    | 19    | 5      | 0,47            |
| Deportivo Toluca · México | Total club    | Total club    | 98    | 46    | 12     | 15    | 10    | 0      | 4               | 5               | 0               | 117   | 61    | 12     | 0,52            |
| Flamengo · Brasil | 1ª            | 2018          | 20    | 6     | 2      | 2     | 0     | 0      | 1               | 0               | 0               | 23    | 6     | 2      | 0,26            |
| Flamengo · Brasil | 1ª            | 2019          | —     | —     | —      | 12    | 1     | 0      | 3               | 1               | 0               | 15    | 2     | 0      | 0,13            |
| Flamengo · Brasil | Total club    | Total club    | 20    | 6     | 2      | 14    | 1     | 0      | 4               | 1               | 0               | 38    | 8     | 2      | 0,21            |
| Santos · Brasil | 1ª            | 2019          | 10    | 0     | 0      | 1     | 0     | 0      | —               | —               | —               | 11    | 0     | 0      | 0,0             |
| Santos · Brasil | 1ª            | 2020          | 1     | 0     | 0      | 4     | 0     | 0      | —               | —               | —               | 5     | 0     | 0      | 0,0             |
| Santos · Brasil | Total club    | Total club    | 11    | 0     | 0      | 5     | 0     | 0      | 0               | 0               | 0               | 16    | 0     | 0      | 0,0             |
| Junior · Colombia | 1ª            | 2022          | 14    | 4     | 3      | 2     | 1     | 0      | 4               | 0               | 0               | 20    | 5     | 3      | 0.25            |
| Junior · Colombia | Total club    | Total club    | 14    | 4     | 3      | 2     | 1     | 0      | 4               | 0               | 0               | 20    | 5     | 3      | 0.25            |
| Total carrera | Total carrera | Total carrera | 411   | 160   | 41     | 74    | 31    | 1      | 37              | 11              | 1               | 522   | 202   | 43     | 0.40            |
| (1) Incluye datos de la Copa Colombia (2009,2012-2014), Serie de Promoción (2009), Copa Italia (2011-12) y Copa MX, Campeonatos estaduales (2019-2020), Copa Brasil (2018-2019). (2) Incluye datos de Copa Libertadores de América (2010, 2014 y 2016, 2018, 2019, y 2023) y Copa Sudamericana (2013, 2014, 2022 y 2023). (3) Media de goles por encuentro. No incluye goles en partidos amistosos. |               |               |       |       |        |       |       |        |                 |                 |                 |       |       |        |                 |

### Selección nacional
| Selección         | Año               | Amistosos | Amistosos | Copa América | Copa América | Copa Mundial | Copa Mundial | Eliminatorias Mundialistas | Eliminatorias Mundialistas | Total | Total |
| Selección         | Año               | Part.     | Goles     | Part.        | Goles        | Part.        | Goles        | Part.                      | Goles                      | Part. | Goles |
| ----------------- | ----------------- | --------- | --------- | ------------ | ------------ | ------------ | ------------ | -------------------------- | -------------------------- | ----- | ----- |
| Colombia Mayores  | 2010              | 2         | 0         | --           | --           | --           | --           | --                         | --                         | 2     | 0     |
| Colombia Mayores  | 2021              | 0         | 0         | --           | --           | --           | --           | --                         | --                         | 0     | 0     |
| Colombia Mayores  | Total             | 2         | 0         | 0            | 0            | 0            | 0            | 0                          | 0                          | 2     | 0     |
| Total en Colombia | Total en Colombia | 2         | 0         | 0            | 0            | 0            | 0            | 7                          | 1                          | 2     | 0     |

### Resumen estadístico goles a nivel profesional
Actualizado a 1 de enero de 2024.
| Competición           | Partidos | Goles | Promedio |
| --------------------- | -------- | ----- | -------- |
| Liga                  | 405      | 159   | 0,41     |
| Copas nacionales      | 74       | 31    | 0,43     |
| Copa Internacionales  | 37       | 11    | 0,31     |
| Selección de Colombia | 2        | 0     | 0,0      |
| Total en su carrera   | 518      | 201   | 0,39     |

### Tripletas
| N.º | Fecha                    | Estadio                          | Partido                         | Goles                                 | Resultado | Competición              |
| --- | ------------------------ | -------------------------------- | ------------------------------- | ------------------------------------- | --------- | ------------------------ |
| 1   | 12 de septiembre de 2009 | Hernán Ramírez Villegas, Pereira | Deportivo Pereira - Once Caldas | Anotado · Anotado · Anotado           | 4 - 1     | Torneo Finalización 2009 |
| 2   | 31 de enero de 2010      | Estadio Jaime Morón, Cartagena   | Real Cartagena - Once Caldas    | Anotado · Anotado · Anotado           | 4 - 3     | Torneo Apertura 2010     |
| 3   | 5 de septiembre de 2010  | Estadio Pascual Guerrero, Cali   | Deportivo Cali - Once Caldas    | Anotado · Anotado · Anotado           | 5 - 3     | Torneo Finalización 2010 |
| 4   | 6 de noviembre de 2010   | Estadio Palogrande, Manizales    | Once Caldas - América de Cali   | Anotado · Anotado · Anotado           | 3 - 1     | Torneo Finalización 2010 |
| 5   | 27 de septiembre de 2014 | Estadio El Campín, Bogotá        | Millonarios - Fortaleza         | Anotado · Anotado · Anotado · Anotado | 4 - 0     | Torneo Finalización 2014 |
| 6   | 21 de mayo de 2015       | Estadio El Campín, Bogotá        | Millonarios - Envigado F. C.    | Anotado · Anotado · Anotado           | 4 - 0     | Torneo Apertura 2015     |
| 7   | 29 de julio de 2015      | Estadio Nemesio Diez, Toluca     | Toluca - Necaxa                 | Anotado · Anotado · Anotado           | 4 - 2     | Copa MX 2015             |
| 8   | 12 de septiembre de 2015 | Estadio Hidalgo                  | Pachuca - Toluca                | Anotado · Anotado · Anotado · Anotado | 3 - 4     | Torneo Apertura 2015     |
| 9   | 13 de mayo de 2018       | Estadio Nemesio Diez, Toluca     | Toluca - Tijuana                | Anotado · Anotado · Anotado           | 4 - 1     | Torneo Clausura 2018     |

## Palmarés

### Campeonatos regionales
| Título             | Equipo   | Sede   | Año  |
| ------------------ | -------- | ------ | ---- |
| Taça Río           | Flamengo | Brasil | 2019 |
| Campeonato Carioca | Flamengo | Brasil | 2019 |

### Campeonatos nacionales
| Título                | Equipo            | País     | Año  |
| --------------------- | ----------------- | -------- | ---- |
| Torneo Finalización   | Once Caldas       | Colombia | 2010 |
| Superliga de Colombia | Atlético Nacional | Colombia | 2012 |
| Copa Colombia         | Atlético Nacional | Colombia | 2012 |
| Torneo Apertura       | Atlético Nacional | Colombia | 2013 |
| Copa Colombia         | Atlético Nacional | Colombia | 2013 |
| Torneo Finalización   | Atlético Nacional | Colombia | 2013 |
| Torneo Apertura       | Atlético Nacional | Colombia | 2014 |
| Brasileirao           | Flamengo          | Brasil   | 2019 |
| Torneo Apertura       | Millonarios       | Colombia | 2023 |

### Torneos internacionales
| Título                 | Equipo                    | Sede     | Año  |
| ---------------------- | ------------------------- | -------- | ---- |
| en Juegos Bolivarianos | Selección Colombia Sub-17 | Colombia | 2005 |
| Copa Libertadores      | Flamengo                  | Brasil   | 2019 |

### Distinciones individuales
| Equipo           | Distinción                                                                                          | Año  |
| ---------------- | --------------------------------------------------------------------------------------------------- | ---- |
| Atlético Huila   | Jugador más joven en anotar gol en la primera división de Colombia (con 15 años, 3 meses y 23 días) | 2003 |
| Millonarios      | Goleador del Torneo Apertura (15 goles)                                                             | 2015 |
| Deportivo Toluca | Goleador de la Copa México (7 goles)                                                                | 2016 |
| Deportivo Toluca | Décimo goleador histórico (61 goles)                                                                | 2018 |
| Millonarios      | Goleador del Torneo Apertura (11 goles)                                                             | 2021 |
| Millonarios      | Decimosexto goleador histórico (57 goles)                                                           | 2023 |

## Plano personal

### Legado deportivo
Tanto su padre como su madre fueron licenciados en educación física y durante varios años tuvieron una escuela de fútbol.
Su hermano, William Uribe, ha sido preparador físico en el equipo profesional de Cortuluá (2022-23) e Internacional de Palmira (2024).